# Paola Gambara Costa
Paola Gambara Costa (Verolanuova, 3 de marzo de 1463-Binasco, 24 de enero de 1515) fue una noble y religiosa italiana, miembro de la Tercera Orden de San Francisco.

## Biografía
Hija de Pietro Gambara, perteneciente a una noble familia, y de Taddea Martinengo, a la edad de 12 años en 1475 se casó con el conde Ludovico Antonio Costa. No tuvo una vida fácil con su esposo. A la edad de 15 años, quedó embarazada y en 1478 dio a luz a su hijo, Gian Francesco. A partir de ese momento pasó su tiempo en oración. En 1504 Ludovico cambió, debido a una enfermedad de su amante. Paola perdonó todo a su marido y se hizo cargo de su rival enferma. En 1506 Ludovico Antonio también enfermó y su esposa lo ayudó hasta su recuperación.
Deseaba convertirse en monja pero cumplió con el deseo de sus padres de abrazar el matrimonio y por eso se dedicó a servir a su esposo mientras al mismo tiempo aprendía a detestar su excesiva prodigalidad y la pompa de su noble corte. Su amigo y confesor era Angelo Carletti, a quien posteriormente ella y su marido atribuyeron la curación de este último.

## Beatificación
Su beatificación recibió la confirmación formal del papa Gregorio XVI el 14 de agosto de 1845 que emitió un decreto que reconocía que existía un 'cultus' local duradero y de larga data, también conocido como veneración y devoción populares, que perduró a través de los siglos después de su muerte y fue un acto espontáneo.  devoción en lugar de algo que evolucionó con el tiempo.